# Angel Of The Clouds
Angel Of The Clouds è un album in studio del gruppo musicale Chrome, pubblicato il 2002.

## Tracce
1. Death's Door – 4:11
2. Help – 1:43
3. The Spider – 3:55
4. Torque Pound – 4:32
5. The Viewer – 8:33
6. Distance – 4:52
7. The Crimson Sea – 5:21
8. Lost In Space – 3:22
9. Down The Road – 6:35
10. Take It For Me One Time – 14:06
11. Angel Of The Clouds – 6:28

## Formazione
- Helios Creed - voce, sintetizzatore
- Damon Edge - percussioni, voce, sintetizzatore
- Philippe Sautour - sintetizzatore, tastiera
- Tommy L. Cyborg - sintetizzatore
- Nova Cain - chitarra
- Remy Devilla - chitarra
- Pierre Roussel - basso
- Rodney Dangerous - basso
- Aleph - batteria, percussioni
- Patrick Imbert  - batteria